# Доного, Хаджи-Мурад Муэддинович
Хаджи-Мурад Муэддинович Доного (род. 19 июня 1960 года, Махачкала, ДАССР, РСФСР, СССР) — учёный-кавказовед, профессор, доктор исторических наук, кандидат педагогических наук. Специалист по истории Северного Кавказа XIX—XX веков. Автор множества исторических книг и монографий. Редактор журнала «Ахульго». Член Союза журналистов России. Бывший заместитель директора Национального музея Дагестана.

## Биография
Родом из села Чиркей.
В 1999 году защитил кандидатскую диссертацию на тему «Личность имама Шамиля как фактор воспитания дагестанских школьников», а в 2008 году докторскую на тему «Нажмуддин Гоцинский и общественно-политическая борьба в Дагестане в первой четверти XX века».
Имеет степень профессора кафедры истории Дагестана социального факультета ДГУ. Внештатно преподавал в ДГУ. Проводит просветительские беседы с молодёжью. Писал статьи для журналов и газет Новое дело, Харикат, Дагестанская правда. Ведёт свой исторический сайт gazavat.ru.
В 2019 году выступил с одиночным пикетом в поддержку политзаключённого журналиста Абдулмумина Гаджиева.

## Преследование
В 2022 году организация «Ассоциация ветеранов сил специального назначения» написала жалобу на историка главе Дагестана Сергею Меликову. Профессор обвинялся ими в «национализме, экстремизме, сепаратизме, реабилитации фашизма, героизации нацистов» и прочем. В частности, Доного упрекали в поездках в фактически независимую Ичкерию, где он, по мнению организации, встречался с «идеологами чеченского сепаратизма». Обвиняли его и в поездках в Турцию, Грузию, Азербайджан, где историк, по заявлению организации, «участвовал в научных конференциях антироссийских и сепаратистских организаций». Помимо этого организации не нравилось, что Доного негативно оценивает деятельность Петра I, а также личности Ермолова и других генералов, участвующих в завоевании Кавказа.
Через два дня после доноса руководство музея, где работал Доного, потребовало от него уволиться по собственной воле из-за давления «сверху». Доного был вызван в отдел МВД по противодействию экстремизму, где, по его словам, ему поступали вопросы о его трудах по истории, лекциях. В соцсетях с анонимных аккаунтов началась травля Хаджи-Мурада.
Сам профессор связывает подобные репрессии со своей научной исторической деятельностью, которая не коррелирует с «официальной» точкой зрения на историю. По его мнению, это была не инициатива организации, а просто заказ.
30 ноября 2022 года к Доного домой с ордером на обыск пришли силовики из другого региона. По его словам, у него изъяли компьютер, телефон, флешки, два мешка книг и папки. Затем отвели в отдел для допроса, на котором расспросили о его участии в международных научных конференциях, на которых он участвовал в составе делегаций Академии наук, университета и прочих учреждений, при этом силовики заинтересовались только им. Историк пишет: «я остался без телефона с контактами и, самое главное, без компьютера, в котором ценные исторические материалы и документы, которые я собирал в течение многих лет. Все это отправили на экспертизу, и если ничего в них не найдут подозрительного, то обещали вернуть, во что мало верится. Если же до чего то докопаются, то соответственно, видимо, арест».
В январе 2023 года силовики вернули всё изъятое, кроме книг, которые предстоит проверить, и извинились перед Доного.
30 сентября 2023 года в Махачкале под давлением силовиков была сорвана лекция Доного, посвящённая истории Горской республики.